# Dioctria nigronitida
Dioctria nigronitida är en tvåvingeart som beskrevs av Pavel Lehr 1965. Dioctria nigronitida ingår i släktet Dioctria och familjen rovflugor. Inga underarter finns listade i Catalogue of Life.